# Pořadí
Pořadí je vlastnost uspořádané množiny a prvků v ní, jejich označení, určujícím každé dvojici prvků množiny, která je přednější. V množině (původně neuspořádané, bez pořadí) lze pořadí zavést 
- arbitrárně (svévolně, volným rozhodnutím) nebo
- zhodnocením, vyhodnocením nějaké vlastnosti nebo jejich kombinace, např. podle polohy (vzdálenosti), velikosti, barvy, složitosti, přívětivosti, času proběhnutí v cíli závodu apod.

## Označení
K určení pořadí mohou být prvky označeny znaky a jejich kombinací:
- nejčastěji pořadovými čísly, pomocí arabských nebo římských číslic,
- písmeny abecedy, zpravidla základní sady latinky (bez písmen s diakritikou a spřežek), případně s rozlišením i podle velikosti písmen (jen u latinky nebo cyrilice - ostatní písma nic takového nemají) ,
- kombinací čísel a písmen resp. i jiných znaků.

Některá písma používají pro čísla i znaky abecedy (i vedle vlastních číslic) a proto mohou reprezentovat pořadí odlišné, než podle pořadí v abecedě.
V češtině pro rozlišení od prostých čísel pořadová čísla označujeme připojením tečky nebo jiného interpunkčního znaku, jako čárka, pravá kulatá závorka a podobně. Obdobně se odlišuje i označení pořadí písmeny nebo kombinace čísel a písmen, např. v literatuře můžeme označovat odstavec „a“ v první kapitole jako odstavec „1.a“.